# 托马斯·兰道尔
托马斯·兰道尔（1932年4月25日—2014年3月26日）是一位美国心理学家，科羅拉多大學波德分校荣誉退休教授，1960年博士毕业于哈佛大学，专攻潜在语义学等领域。